# Personer i Sverige födda i Bolivia
Till personer i Sverige födda i Bolivia räknas personer som är folkbokförda i Sverige och som har sitt ursprung i Bolivia. Enligt Statistiska centralbyrån fanns det 2017 i Sverige sammanlagt cirka 4 600 personer födda i Bolivia.

## Historik
Länge var bolivianerna ganska få i Sverige, runt 1976-1977 började dock migrationen från Bolivia till Sverige öka. Efter militärkuppen i Bolivia i juli 1980 sköt flyktinginvandringen från Bolivia till Sverige fart, och över 1 200 bolivianer anlände, många av dem hade varit aktiva i fackföreningar eller medlemmar i politiska partier.
De flesta bolivianerna i Sverige bosatte sig på platser som Uppsala, Västerås, Borås, Växjö, Norrköping och Lund. 1982 återupprättades det civila styret i Bolivia, men först vid mitten av 1980-talet sköt återvandringen fart på allvar.
På platser där många bolivianer är bosatta finns bolivianska invandrarföreningar, i Uppsala finns Mama Killa och i Stockholm finns Bolivia Andina kulturförening.

## Historisk utveckling

### Födda i Bolivia
| Personer i Sverige födda i Bolivia 1950–2024 | Personer i Sverige födda i Bolivia 1950–2024 | Personer i Sverige födda i Bolivia 1950–2024 | Personer i Sverige födda i Bolivia 1950–2024 | Personer i Sverige födda i Bolivia 1950–2024 |
| --- | -------------------------------------------- | -------------------------------------------- | -------------------------------------------- | -------------------------------------------- |
| |                                              |                                              |                                              |                                              |
| År |                                              |                                              | Folkmängd                                    |                                              |
| 1950 | 1950                                         |                                              | 5                                            |                                              |
| 1960 | 1960                                         |                                              | 12                                           |                                              |
| 1970 | 1970                                         |                                              | 327                                          |                                              |
| 1980 | 1980                                         |                                              | 613                                          |                                              |
| 1990 | 1990                                         |                                              | 1 983                                        |                                              |
| 2000 | 2000                                         |                                              | 2 349                                        |                                              |
| 2001 | 2001                                         |                                              | 2 402                                        |                                              |
| 2002 | 2002                                         |                                              | 2 462                                        |                                              |
| 2003 | 2003                                         |                                              | 2 537                                        |                                              |
| 2004 | 2004                                         |                                              | 2 611                                        |                                              |
| 2005 | 2005                                         |                                              | 2 681                                        |                                              |
| 2006 | 2006                                         |                                              | 2 874                                        |                                              |
| 2007 | 2007                                         |                                              | 3 033                                        |                                              |
| 2008 | 2008                                         |                                              | 3 212                                        |                                              |
| 2009 | 2009                                         |                                              | 3 482                                        |                                              |
| 2010 | 2010                                         |                                              | 3 762                                        |                                              |
| 2011 | 2011                                         |                                              | 4 026                                        |                                              |
| 2012 | 2012                                         |                                              | 4 193                                        |                                              |
| 2013 | 2013                                         |                                              | 4 285                                        |                                              |
| 2014 | 2014                                         |                                              | 4 386                                        |                                              |
| 2015 | 2015                                         |                                              | 4 450                                        |                                              |
| 2016 | 2016                                         |                                              | 4 513                                        |                                              |
| 2017 | 2017                                         |                                              | 4 574                                        |                                              |
| 2018 | 2018                                         |                                              | 4 622                                        |                                              |
| 2019 | 2019                                         |                                              | 4 654                                        |                                              |
| 2020 | 2020                                         |                                              | 4 670                                        |                                              |
| 2021 | 2021                                         |                                              | 4 694                                        |                                              |
| 2022 | 2022                                         |                                              | 4 749                                        |                                              |
| 2023 | 2023                                         |                                              | 4 790                                        |                                              |
| 2024 | 2024                                         |                                              | 4 746                                        |                                              |
| Anm.: Befolkning den 31 december respektive år förutom åren 1960 och 1970 som avser förhållandet den 1 november och år 1980 som avser förhållandet den 15 september. |                                              |                                              |                                              |                                              |